# 山田ゴロ
山田 ゴロ（やまだ ゴロ、1952年12月23日 - ）は、日本の漫画家である。本名：山田 五郎（やまだ ごろう）。
現在、江戸川大学マスコミュニケーション学科（クリエーター論･文化論･実技）とヒューマンアカデミー（クリエーター論･実技）にて、非常勤講師を務める。Japan Macintosh Artist club（J-Mac）代表。日本マンガ学会、社団法人日本漫画家協会、デジタルマンガ協会事務局長、マンガジャパン所属。

## 経歴
岐阜県羽島郡八剣村（現：岐南町）出身。小学生時代、自衛隊のパラシュート訓練を見たのが気に入り、夏休みの宿題に描いた。通常なら真横か地平から描くものだが、山田は飛行機より上という、小学生にしては大胆な構図で描く。これでクラスメートから「絵が嘘だ」と言われたが、母は「見たままだけではなく、想像力が必要」と言ってくれた。
その後、小学5年生の時に転校してきた同級生2人に影響される。山田はたまたま人の家の庭を横切ろうとした時、その2人が漫画を描いているのに遭遇する。1人目は既存の商業作品を模写してオリジナルの漫画を構成するのが、2人目は動物の作画がうまく、山田も後を追って描きはじめる。しかし中学卒業後も継続したのは山田だけだった。
本格的に漫画を描くことに触れたのは中学1年生の時、先の2人が石川球太『牙王』と横山光輝『伊賀の影丸』の真似をペンで描いていた。山田も影響を受けて、「ガス人間ヘリウムマン」というオリジナル漫画を描く。この時点で設定に「悲劇の改造人間」という、石ノ森章太郎の『サイボーグ009』『仮面ライダー』のような影響が見られた。中学3年生の時、家族会議で「漫画家になりたいから上京させてくれ」と言うと「高校ぐらいは行け」と言われ、岐阜南高等学校（現・岐阜聖徳学園高等学校）に通った。
漫画家になるには、編集者に原稿を見てもらわねばと思い、漫画出版社でなく岐阜日々新聞（今の岐阜新聞社）に持ち込むと取材が即決され、近所や学校では一躍有名人となったが、2か月で沈静する。新聞の「石森のマネだが」という文章にはショックを受けたという。半年後、それを読んだ『高一コース』から取材依頼があり、7ページも掲載された。山田の絵が商業誌に載った初のケースとなり、掲載料は5万円。岐阜県外からもはげましの手紙が多数来た。
父の知人の弟である山本順也が『週刊少年サンデー』の副編集長から『少女コミック』の副編集長に異動し、山本に漫画を見てもらえるという話が父経由で来たので、父のバイクに乗って原稿を見せに行く。父は酷評で漫画家志望を断念させるつもりだったが、山本は「漫画家になれる。高校卒業したら上京しなさい」と断言した。両親が完全に許してくれないまま、高校卒業式の3日後に上京、山本を訪ねるが、この時山本はまだ新人だった萩尾望都の原稿を持っており、見せられた山田は驚愕する。その後、山本によって、中城けんたろうのアシスタントになる。
その後、石森プロに入社し、商品用イラストや絵本などを担当した後、『人造人間キカイダー』で漫画家としてデビューした。その後もテレビ番組のコミカライズを多く担当し、1976年に石森プロから独立した後も児童漫画を中心に活動した。
また、2015年にはテレビドラマ『武蔵忍法伝 忍者烈風』にて俳優として出演。2018年開始のテレビドラマ『妖ばなし』ではぬらりひょん役や、監督、脚本等も手掛けている。

## 作品

### 石ノ森（石森）章太郎原作作品
- 人造人間キカイダー（「よいこ」連載 1972年）デビュー作。
- 人造人間キカイダー（「少年サンデー」連載 1972年 作画スタッフ/土山よしき、細井雄二、山田ゴロ）
- キカイダー01（小学館「よいこ」1973年6月号 - 1974年4月号連載、「幼稚園」1973年7月号 - 1974年4月号連載）
- ロボット刑事（講談社「別冊たのしい幼稚園」連載 1973年）
- イナズマン（徳間書店「テレビランド」1973年9月号 - 1974年4月号連載）
- イナズマンF（徳間書店「テレビランド」1974年5月号-10月号連載）
- 未来救助隊アスガード7（学習研究社「4年の科学」連載 1974年）
- がんばれ!!ロボコン（徳間書店「テレビランド」連載 1975年 / 小学館「小学二年生」連載 1974年9月号 - 1977年4月号[3][4]）
- ロボット110番（「小学二年生」連載）
- ロボット110番（徳間書店「テレビランド」連載）
- アクマイザー3（秋田書店「冒険王」連載 1975年）
- 秘密戦隊ゴレンジャー（徳間書店「テレビランド」連載 1975年）
- 5年3組魔法組（原作：大堂勲 徳間書店「テレビランド」連載 1976年)　※「東せんぼう」名義
- 超神ビビューン（秋田書店「冒険王」連載 1976年）
- 冒険ファミリー ここは惑星0番地（制作：東映 徳間書店「テレビランド」連載 1977年）
- 仮面ライダー (徳間書店「テレビランド」1978年10月号-1980年10月号連載）※1号からスカイライダーまで　
  - 仮面ライダースーパー1 (徳間書店「テレビランド」1980年11月号-1981年11月号連載）
  - 仮面ライダーZX (徳間書店「テレビランド」1982年8月号-1983年8月号連載）
- ロボット8ちゃん（徳間書店「テレビランド」連載 1981年）
- バッテンロボ丸（徳間書店「テレビランド」連載 1982年）※「こやまたろう」名義
- ペットントン（徳間書店「テレビランド」連載 1983年）
- チックンタックン（学習研究社連載 1984年）
- どきんちょ!ネムリン（徳間書店「テレビランド」連載 1984年-1985年）
- 勝手に!カミタマン（徳間書店「テレビランド」連載 1985年）
- もりもりぼっくん（徳間書店「テレビランド」連載  1986年）
- おもいっきり探偵団 覇悪怒組（徳間書店「テレビランド」連載  1987年）
- ミラクルジャイアンツ童夢くん（学習研究社連載 1988年）
- 魔術大戦モアイくん（学習研究社連載 1989年）

### 1970年代
- おとこゴン太（小学館連載 1978年）
- 黄色い部屋 （原作：ガストン・ルルー 主婦の友社 1978年）　※「石森プロ 山田ゴロ」名義
- 恐竜のふしぎ（構成： 佐伯誠一 小学館 1979年）

### 1980年代
- 電子戦隊デンジマン（原作：八手三郎　講談社「たのしい幼稚園」連載 1980年）
- カブトムシ大図鑑（二見書房 1980年）
- 自転車大百科（勁文社「ケイブンシャの大百科」 1982年）
- アンドロメロス（原作：円谷プロ 「小学二年生」1982年4月号 - 1983年3月号連載）
- おもしろマイコン（監修：川崎慎一 小学館  1983年）
- プログラマーたけし（徳間書店「ファミリーコンピュータMagazine」 1985年8月号 - 1986年3月号連載）
- 宮本武蔵（原作：吉川英治 学習研究社 1984年）
- 血液型なぞとふしぎ（監修：能見正比古 小学館 1984年）
- かさじぞう（文：吉田善昭 学習研究社 1984年）
- 妖怪幽霊大百科（勁文社「ケイブンシャの大百科」 1984年）
- 勝海舟（監修：樋口清之 国際情報社 1984年）
- 道鏡（監修：樋口清之 国際情報社 1984年）
- 平将門・藤原純友（監修：樋口清之 国際情報社 1984年）
- てるちゃん（毎日新聞社連載 1985年）
- スペースライダー・コスモ（毎日新聞社連載 1985年）
- ウル技DJ (うるテクDJ )（徳間書店「ファミリーコンピュータMagazine」 1986年4月号 - 1986年8月15日号連載）
- 北京原人（監修：会田雄次  国際情報社 1986年）
- チラノどん（1986年頃の「1年の学習」連載）
- 東海道中膝栗毛（原作：十返舎一九）
- マンガ初めての証券会社利用法（主婦と生活社 1987年）
- クロムウェル（監修：会田雄次  国際情報社 1987年）
- 損をしない遺産相続（原作：海江田万里 飛鳥新社 1987年）
- 洪秀全（監修：会田雄次  国際情報社 1987年）
- バイク整備テクニック入門（交通タイムス社 1988年）
- クルマ基本メカニズム入門（交通タイムス社 1989年）

### 1990年代
- 徳川家康・家光・吉宗（監修：栗岩英雄、中村太郎  ぎょうせい 1990年）
- まんが宮城の歴史（監修：河北新報社  河北新報社 1990年）
- マンガ栃木の歴史（監修：下野新聞社 下野新聞社 1991年）
- とびだせ!マリオ (講談社「テレビマガジン」連載 1991年 - 2006年）
- 大自然にいどんだ冒険（共著：宮坂栄一、カゴ直利、津原義明、今道英治 金の星社 1991年）
- まんが愛媛の歴史（監修：岩橋勝、松原弘宣  愛媛新聞社 1992年）
- 今も残る世界の不思議となぞ（共著：金田全央、今道英治、宮坂栄一、津原義明 1992年）
- 人びとを感動させた出来事（共著：津原義明、金田全央、ミヤジマワタル、宮坂栄一 金の星社 1992年）
- 能登に響く槌音（日経BP社 1992年）
- 舞姫・うたかたの記（監修：小田切進  ぎょうせい 1992年）
- ボンバーマン（学習研究社連載 1993年）
- まんが信州の歴史1〜5（監修：戸沢充則、石井進、塚本学、青木孝寿　信濃毎日新聞社 1993年11月）
- たたかえ!ロックマンX（1994年11月11日初版 講談社漫画百科(6)「ロックマン&ロックマンX大図鑑」 1994年）
- 宇宙少女ドーリー（原作：ESRI アート印刷  1994年）
- ダッファー（ベースボールマガジン社連載 1994年）

　
2000年より
やつるぎ村(理想書店より2022年5月30日出版)

### 掲載年度不明
- ゴンベェ
- ザ･サーカス笑
- ハ〜ルよこい
- 改訂版マンガロータス1-2-3入門（構成：すがやみつる）

## 師匠
高校時代には長い休みが出来ると毎回上京、大田区か清瀬市の親戚の家に長期滞在し、有名な漫画家の元を訪問していた。初訪問は石井いさみで、この時にあだち充がチーフアシスタントをしていた。
- つのだじろう

上記の時、スタジオ・ゼロで藤子不二雄に作品を見てもらうと、たまたま近くにつのだがおり、藤子の紹介ですぐ対面した。「デッサンをしっかり」など辛口批評をもらったが、さらに夏休み、初めてアシスタントをさせてもらった。また後述の中城に叱られ脱走した時も、つのだが面倒を見てくれたという。
- 中城けんたろう

高校2年生の夏に訪問した後、前述の山本の紹介で弟子入りした。当時の仕事場は東久留米市にあった。しかし山田によると、中城の教えは技術・作法ともにスパルタ式と言えるほど厳しく、何度も怒号が飛んだという。ある時は中城の投げたコンパスが山田の左手をかすめ、さすがに山田は脱走してこの先を考えた。しかしバツが悪そうに戻ってくると、中城は山田を暖かく迎え入れてくれた。その後、正式に中城のアシスタントを辞める際、中城から「渡りアシスタント（他作家のアシスタント業を転々とするだけで、自らはプロデビュー出来ない漫画家予備軍のこと）にはなるな」と助言をもらった。
- 石ノ森章太郎
  - 本当の意味でプロの漫画家を目指す入門書に初めて触れたのは、「石森章太郎のマンガ家入門」。
  - 高校2年生の時、自分の描いたギャグ漫画を石森に見てもらう。
  - 中城の元での修行の1年後、両師匠の合意の元、石森のアシスタントとなる。しかし7人のみの直属アシ（山田によるとこちらは石森スタジオと呼ばれていた）の席が空かず、石森により漫画以外のアルバイトを紹介されるが、山田がそれを断ると、石森スタジオでなく石森プロにまわされる。成井紀郎が1ヶ月早く入っていた。中条の元では「ウルトラマン」の背景・着色・多忙時のキャラ作画などを担当していたが、ここで試しに描かされた「仮面ライダー」は、その時までまったく知らなかった[1]。この時描いた「ライダー」のイラストがデビュー作につながるが、山田の編入後には「ライダーブーム」がピークに達し、絵描きのみならず事務や荷物運びなど、関連する雑用は何でもやらされた。
  - 石森は当時、東京都板橋区徳丸に、石森の原稿保管所を兼ねた屋敷を保有していたが、屋敷の管理人業と自身の下宿を兼ね、山田が一人で住んでいたことがある。管理を任された山田は多数の石森の生原稿を見ることができたが、特に「マンガ家入門」にも掲載された「竜神沼」の原稿には感動した、と語っている。
  - 成井が石森プロから石森スタジオに移動して、石森の正規アシスタントになる際、山田も、石森のマネージャーから「アシスタントに」と誘われたが、当時すでに月産200ページに達する連載を抱え、妻子を持っていたため、これを断り独立に踏み切った。ただしこの時は、石森プロ所属ではなくなったものの、外注形式で石森プロの仕事を続けられるよう計らわれた。
- すがやみつる
  - すがやの描く『仮面ライダー』の執筆量が増えた際、山田にとって石森プロ初の仕事となる臨時アシスタントを務めている。後に成井も参加した。
  - 漫画製作現場は男性ばかりのため、ある日すがやが「女の子でも呼ぼう」と、墨汁三滴（石森が名誉会長で、すがやや細井が所属していた）所属時代の女性を3人呼んだ。山田はこのうちの1人と結婚することになるが、結婚の相談と仲人を石森が引き受けたため、双方の親を説得できたという。結婚式はホテルニュージャパンで行われた。
  - すがやが入門漫画を多数手がけていた際、原作すがや・作画山田というコンビで出版された作品『改訂版マンガロータス1-2-3入門』がある。

## 関連人物
- 中島昌利

山田が「テレビランド」で「イナズマン」（タケバンバラの巻き）を描いていた時「あとは仕上げだけだが、編集部でやれば入稿も楽だろう」と、早朝から編集部で勝手に仕上げをしていた。すると入ってきた中島が、イナズマンを描いている事から山田ゴロと気づき、気があったので以後親友となる。山田によれば、良い意味で適当・大雑把なライフスタイルだという。
中島の単車好きは、山田ゴロ・みよこ夫妻に大きな影響を与えた。中島が発売されたばかりのスズキ・GSX1100S刀 に乗ってるのを見た山田夫妻は、後に大型自動二輪免許を夫婦で取得し、山田はスズキ・GSX-R750、みよこ夫人はスズキ・GSX750SIII刀を購入するまでに至った。

## テレビドラマ
- 武蔵忍法伝 忍者烈風（2015年） -  飯田宣利 役として友情出演。劇中に登場するイラストや特別編のアイキャッチも手掛ける。
- 妖ばなし （TOKYO MX）
  - 第14話「開かずの間」(2018年1月6日) - 監督、脚本
  - 第26話「ぬらりひょん」(2018年3月31日) - ぬらりひょん	役
  - 第56話「教室の霊」(2020年9月19日) - 監督（共同監督）、脚本、キャラクターデザイン、イラスト
    - ボイスドラマ妖ばなし（YouTube） 第11話「賽の河原」（2020年8月4日配信） - 脚本[5]
- J-BOT ケロ太（2023年、TOKYO MX） -  ゴロ博士 役、ケロ太キャラクターデザイン

## その他
- 同人誌について、公式サイトでは「かつての肉筆回覧誌などは迫力があったが、近年はウケ狙いや単なるエロのために描いているだけ」という、批判的な意見も寄せている。